# روشبرگ
روشبرگ (به آلمانی: Ruschberg) یک شهر در آلمان است که در بیرکنفلد واقع شده‌است. روشبرگ ۸۷۵ نفر جمعیت دارد.